# 63528 Kocherhans
63528 Kocherhans è un asteroide della fascia principale. Scoperto nel 2001, presenta un'orbita caratterizzata da un semiasse maggiore pari a 2,9977759 au e da un'eccentricità di 0,0417334, inclinata di 7,80515° rispetto all'eclittica.
L'asteroide è dedicato a Joseph G. Kocherhans, il quale ha permesso la ricostruzione dell'Osservatorio Badlands nel Dakota del Sud dopo l'incendio del 1998.